# Dysphania andicola
Dysphania andicola är en amarantväxtart som först beskrevs av Rodolfo Amando Philippi och som fick sitt nu gällande namn av Sergej Mosyakin och Steven Earl Clemants. 
Dysphania andicola ingår i släktet doftmållor och familjen amarantväxter. Inga underarter finns listade i Catalogue of Life.